# فوتاکو تاماگاوا

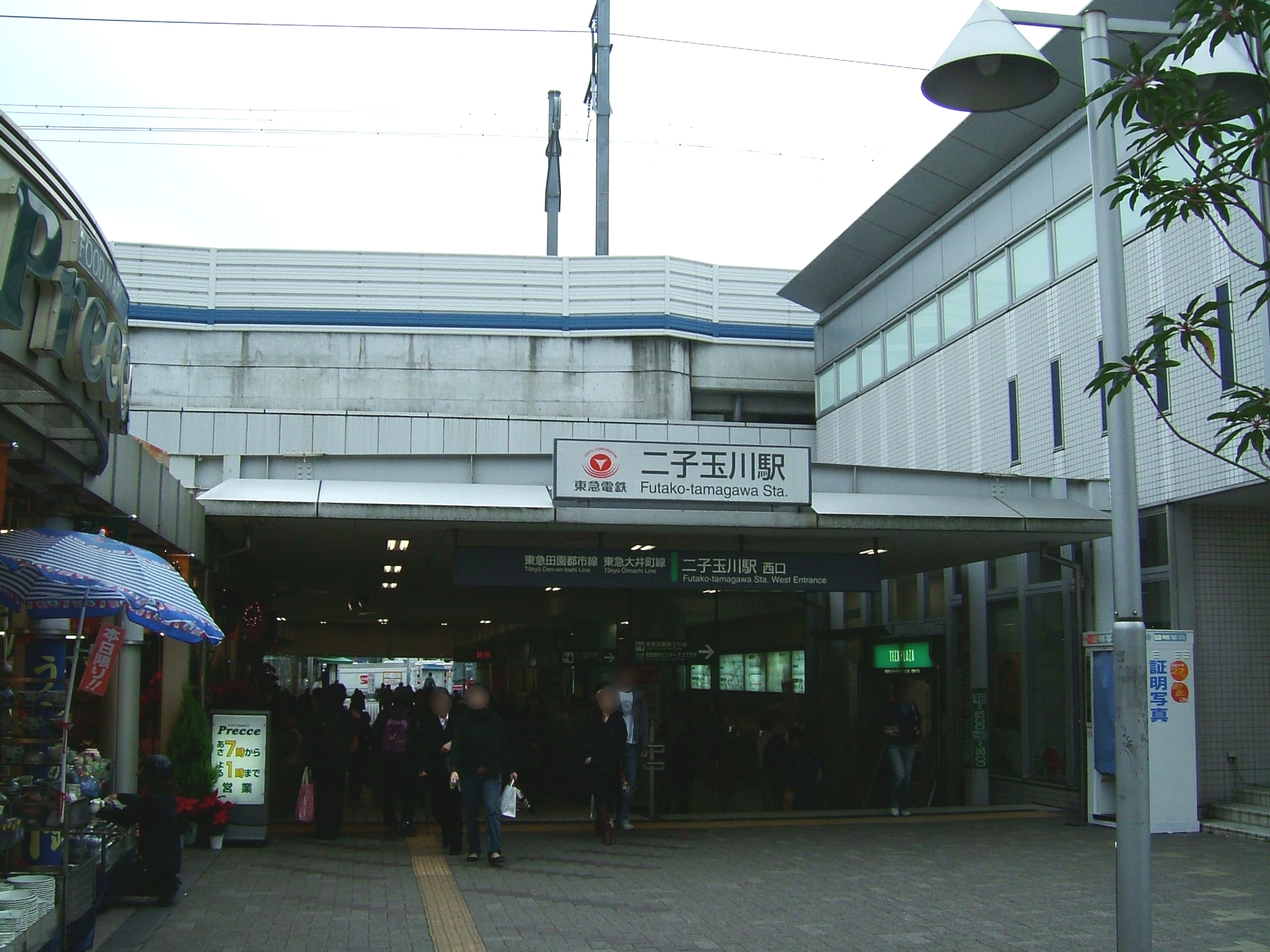
ایستگاه فوتاکو تاماگاوا

فوتاکو تاماگاوا (به ژاپنی: 二子玉川駅 Futako-tamagawa) یکی از محله‌های توکیو پایتخت ژاپن است که در منطقهٔ ستاگایا واقع شده‌است.

## ایستگاه راه آهن
- خط توکیو دن-ئن-توشی ایستگاه فوتاکو تاماگاوا
- خط توکیو اوئیماچی